# Cathédrale Saint-Rupert de Salzbourg
La cathédrale Saint-Rupert de Salzbourg (en allemand : Salzburger Dom) est une cathédrale baroque du XVIIe siècle située dans la ville de Salzbourg en Autriche. Elle est dédiée à saint Rupert de Salzbourg. C'est dans cette cathédrale qu'a eu lieu le baptême de Mozart.

## Bâtiments antérieurs
L'emplacement où est édifiée la cathédrale de Salzbourg était probablement un site sacré utilisé pour des sacrifices aussi bien à l'époque celtique que romaine. La première cathédrale a été construite à l'époque de saint Virgile de Salzbourg, qui pourrait avoir utilisé des fondations datant de saint Rupert. La première cathédrale, de forme basilicale avec trois nefs en style roman, est inaugurée par l'évêque Virgile de Salzbourg le 25 septembre 774. Cette première cathédrale, surnommée la « cathédrale de Virgile », a été édifiée entre 767 et 774 et faisait 66 mètres de long pour 33 mètres de large.
Le premier archevêque de Salzbourg, Arn († 821), a été également le premier à entreprendre des rénovations de la cathédrale originelle, qui ne se maintint en place moins de 70 ans. En 842, la structure brûla après avoir été frappée par la foudre. La reconstruction de la cathédrale s'engagea trois ans plus tard. Du temps de l'archevêque Hartwig († 1023), un chœur contenant une crypte a été bâti, les tours occidentales ont été érigées de 1106 à 1147. Pendant la coulée d'une cloche sur le parvis en 1127, un incendie s'est déclaré qui cause d'énormes dégâts. Dans la nuit du 4 au 5 avril 1167, le bâtiment a été presque entièrement détruit par un feu prétendument mis par les adeptes de l'empereur Frédéric Barberousse  lors du conflit avec le pape Alexandre III. L'archevêque Conrad III († 1200) fait reconstruire la cathédrale, à cette époque la plus grande basilique au nord des Alpes.
L'église originelle connut au moins trois campagnes d'extension de construction ou de reconstruction au cours du haut Moyen Âge, le résultat final étant une sorte de basilique romane ad hoc. Une crypte archéologique ouverte au public permet d'avoir un aperçu de ces strates antérieures.

## Édifice actuel
En 1598, la basilique est sévèrement endommagée par un incendie, et après plusieurs tentatives infructueuses de restauration et de reconstruction, le prince-archevêque Wolf Dietrich de Raitenau (archevêque de 1587 à 1612) ordonne sa destruction. Wolf Dietrich était un tenant de l'architecture moderne baroque italienne qu'il avait à l'origine pu admirer en Italie et particulièrement à Rome. Il a été aussi l'instigateur de la proche construction de l’Alte Residenz qui aujourd'hui est reliée à la cathédrale.
Wolf Dietrich engagea l'architecte italien Vincenzo Scamozzi pour qu'il dessine les plans d'un bâtiment de style baroque. La construction ne commença pas tant que le successeur de Wolf Dietrich, Marcus Sitticus (archevêque de 1612 à 1619), ne pose la première pierre de la nouvelle cathédrale en 1614. La cathédrale actuelle construite par Santino Solari, qui est fondamentalement différente des plans originaux de Scamozzi a été terminée en moins de 15 ans, sa construction étant achevée en 1628. De plus, la cathédrale de Salzbourg actuelle est partiellement bâtie sur les fondations de l'ancienne basilique. De fait, la pierre de fondation de l'église précédente peut être vue au Domgrabungen, un site d'excavation situé sous la cathédrale qui contient également des mosaïques et d'autres artefacts trouvé à cet endroit qui était le lieu du forum de la ville romaine de Juvavum. Une autre relique survivante de l'édifice baroque précédent sont les fonts baptismaux gothiques du XIVe siècle. Les reliques de saint Rupert y ont été transférées quand la cathédrale a été achevée.
L'église, une fois achevée, était longue de 466 pieds pour 109 de haut au sommet du dôme. Le style baroque de Saint-Rupert est particulièrement visible au niveau de la nef et du chœur. Conception musicale unique, la cathédrale contient sept orgues indépendants. Organiste officiel, Mozart n'y jouait pas du grand orgue, mais de l'« orgue du pilastre ».
La cathédrale de Salzbourg a été partiellement endommagée au cours de la Seconde Guerre mondiale lorsqu'une seule bombe s'écrasa à travers le dôme central. La restauration a été un peu lente à se mettre en place, mais a été achevée en 1959. Le Festival de Salzbourg y organise parfois des concerts, toujours consacrés à la musique religieuse.

Plafonds et dômes de la cathédrale
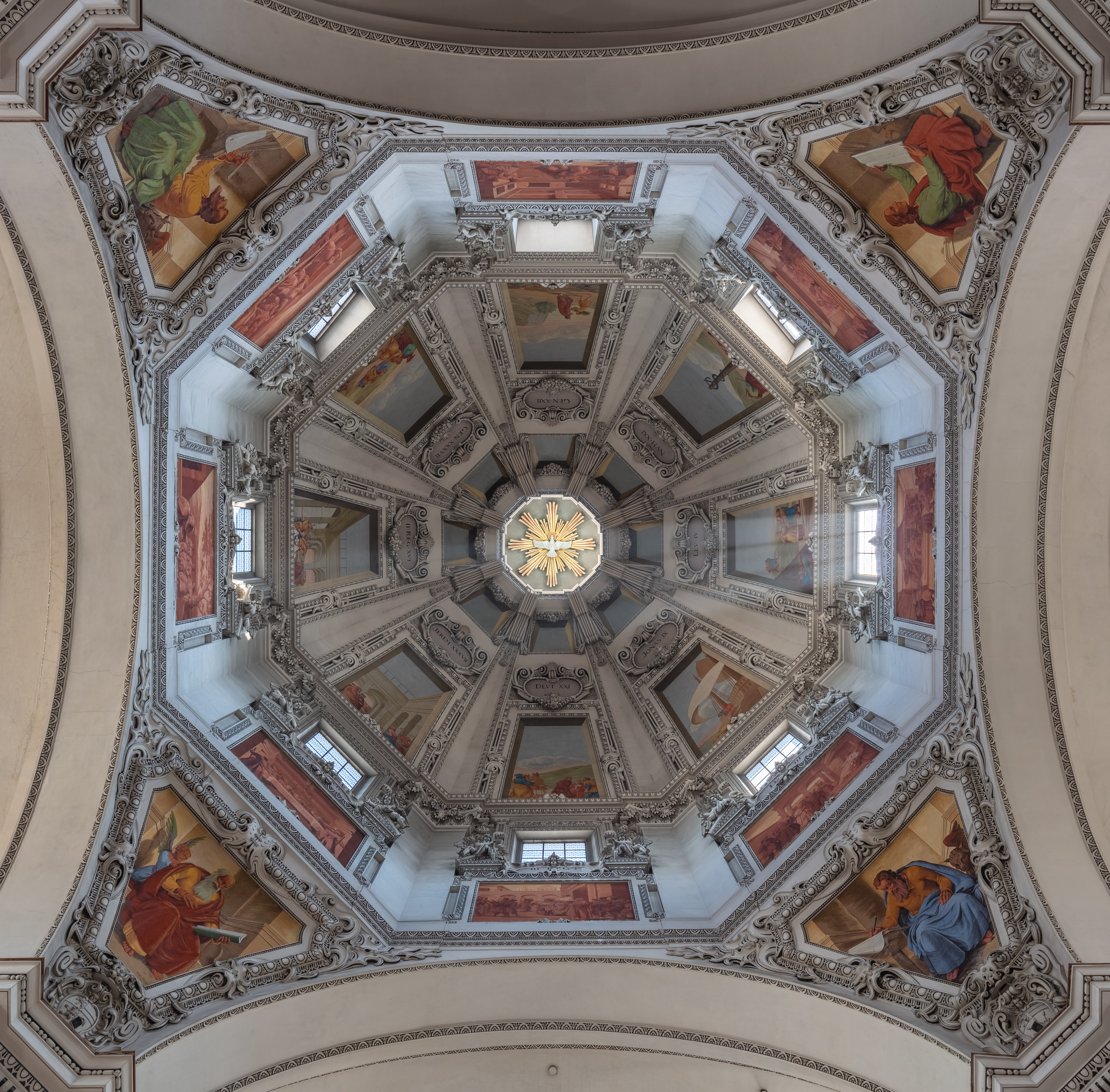
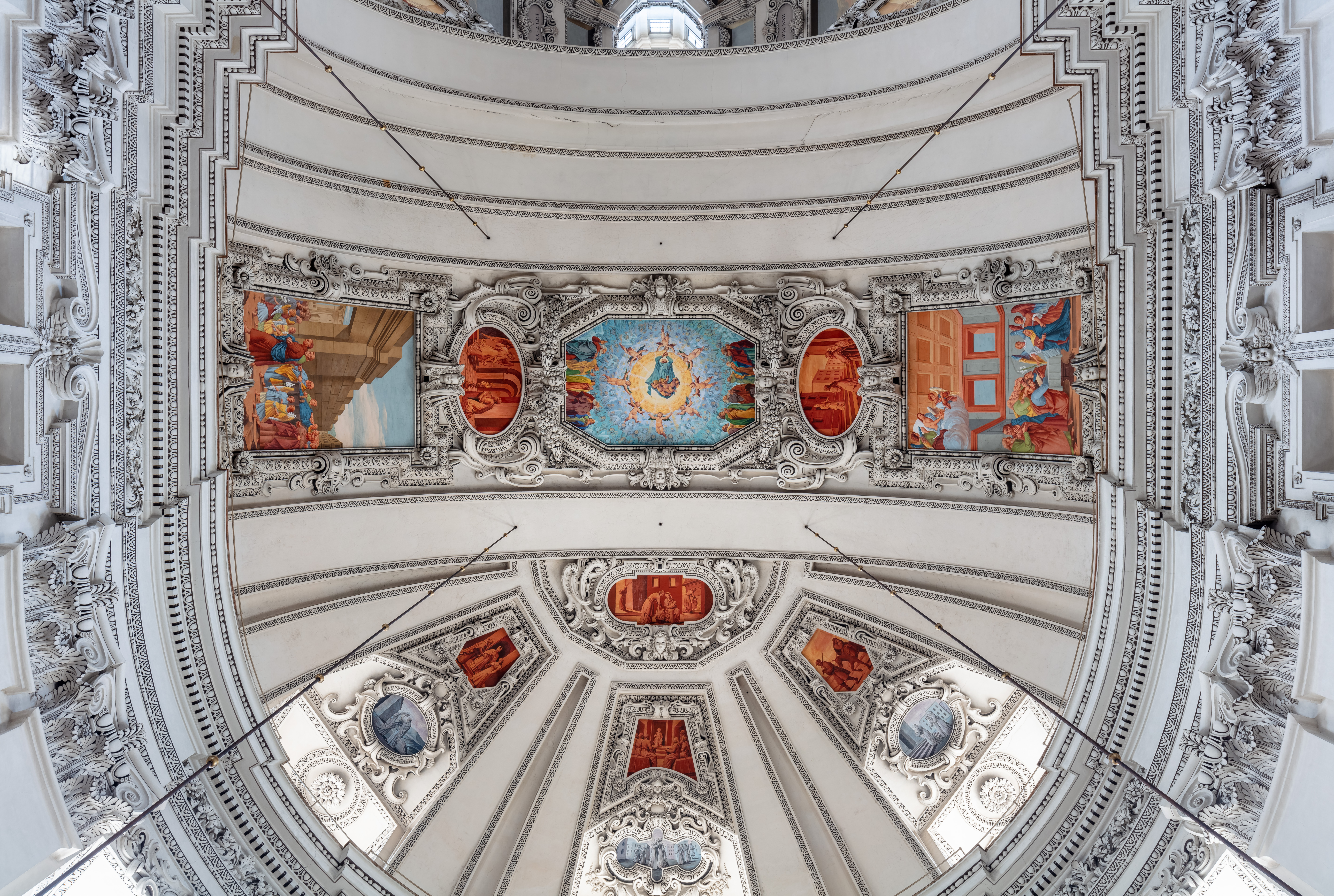
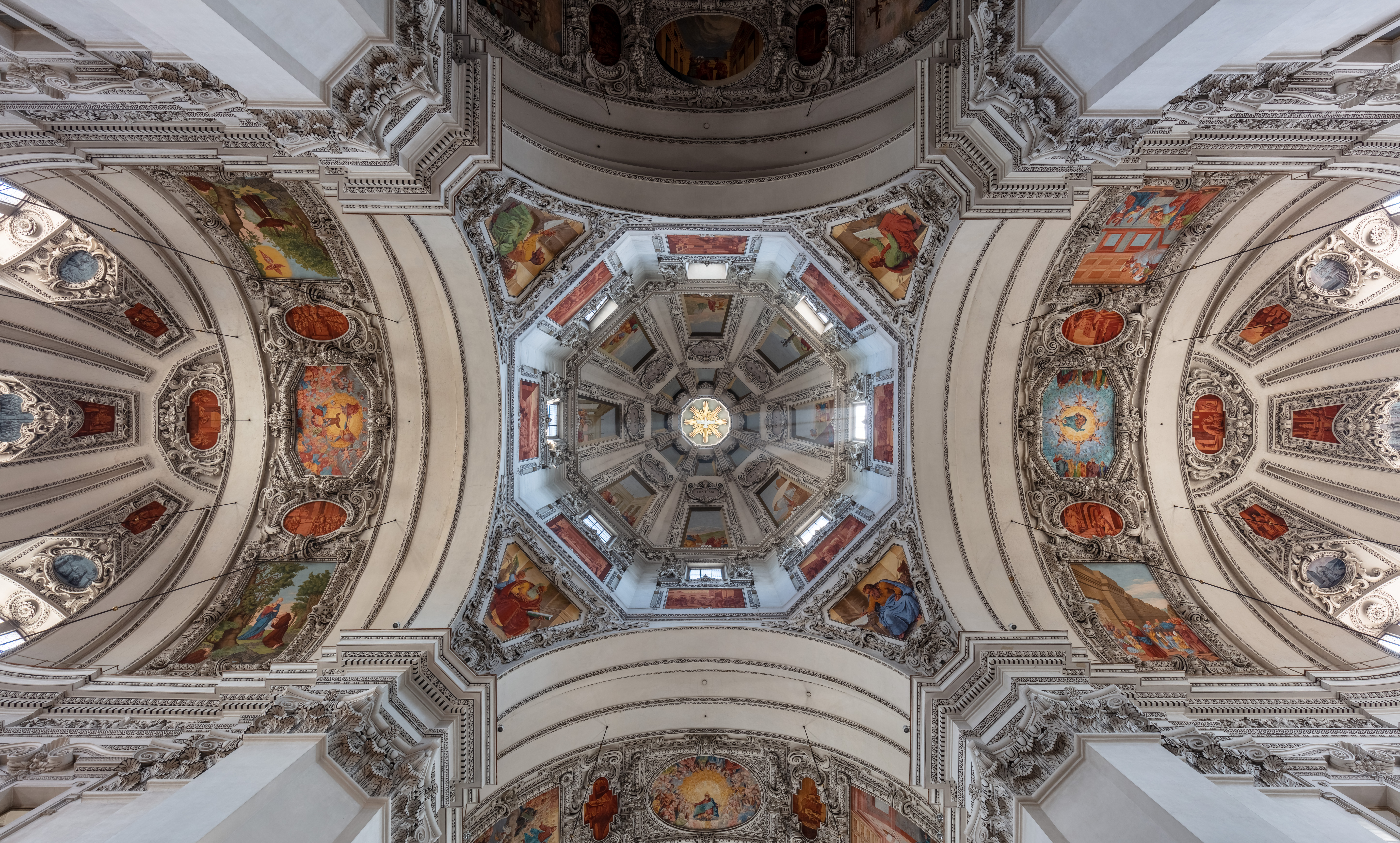
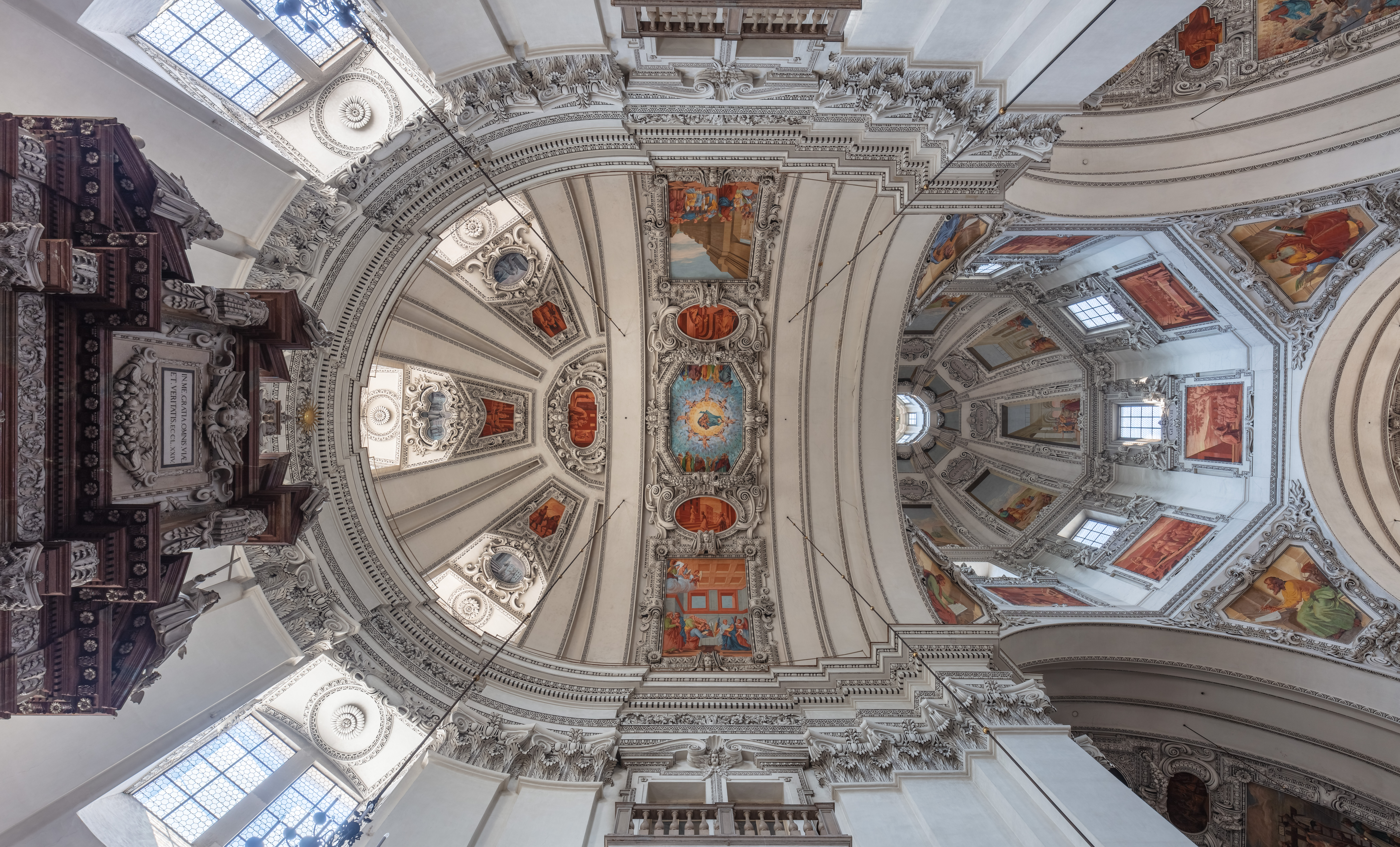

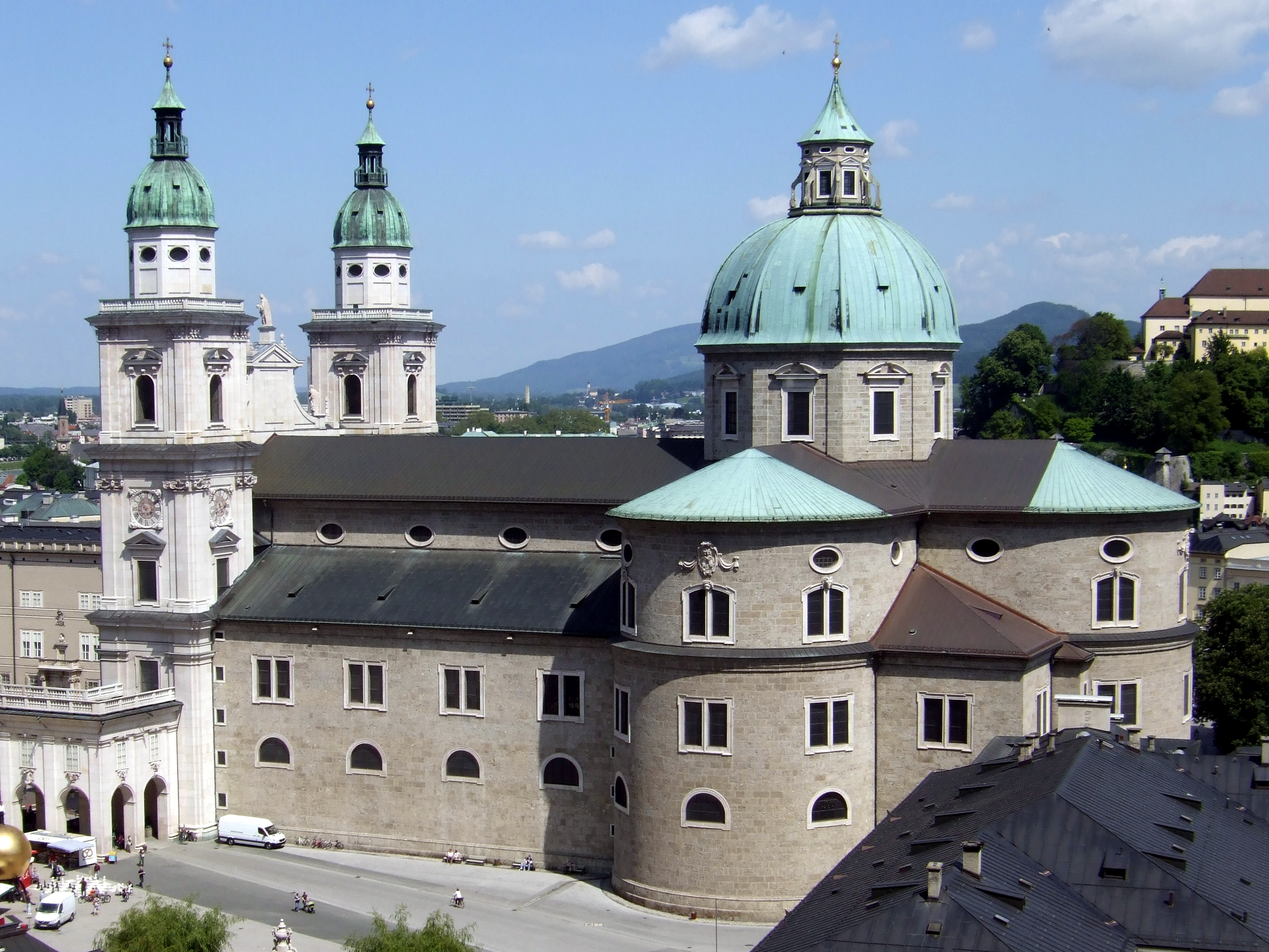
Vue latérale des élévations de la cathédrale
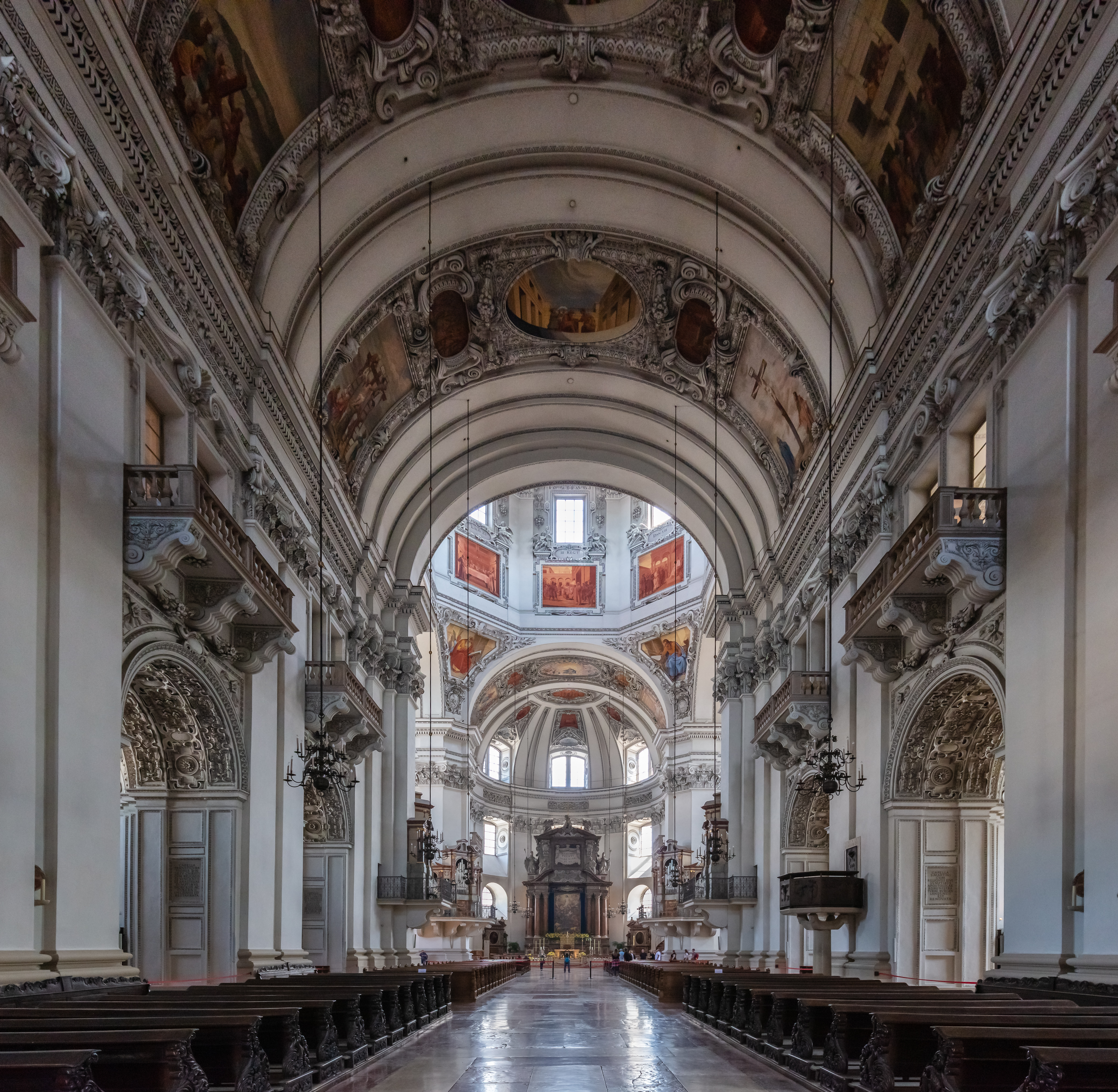
Nef principal
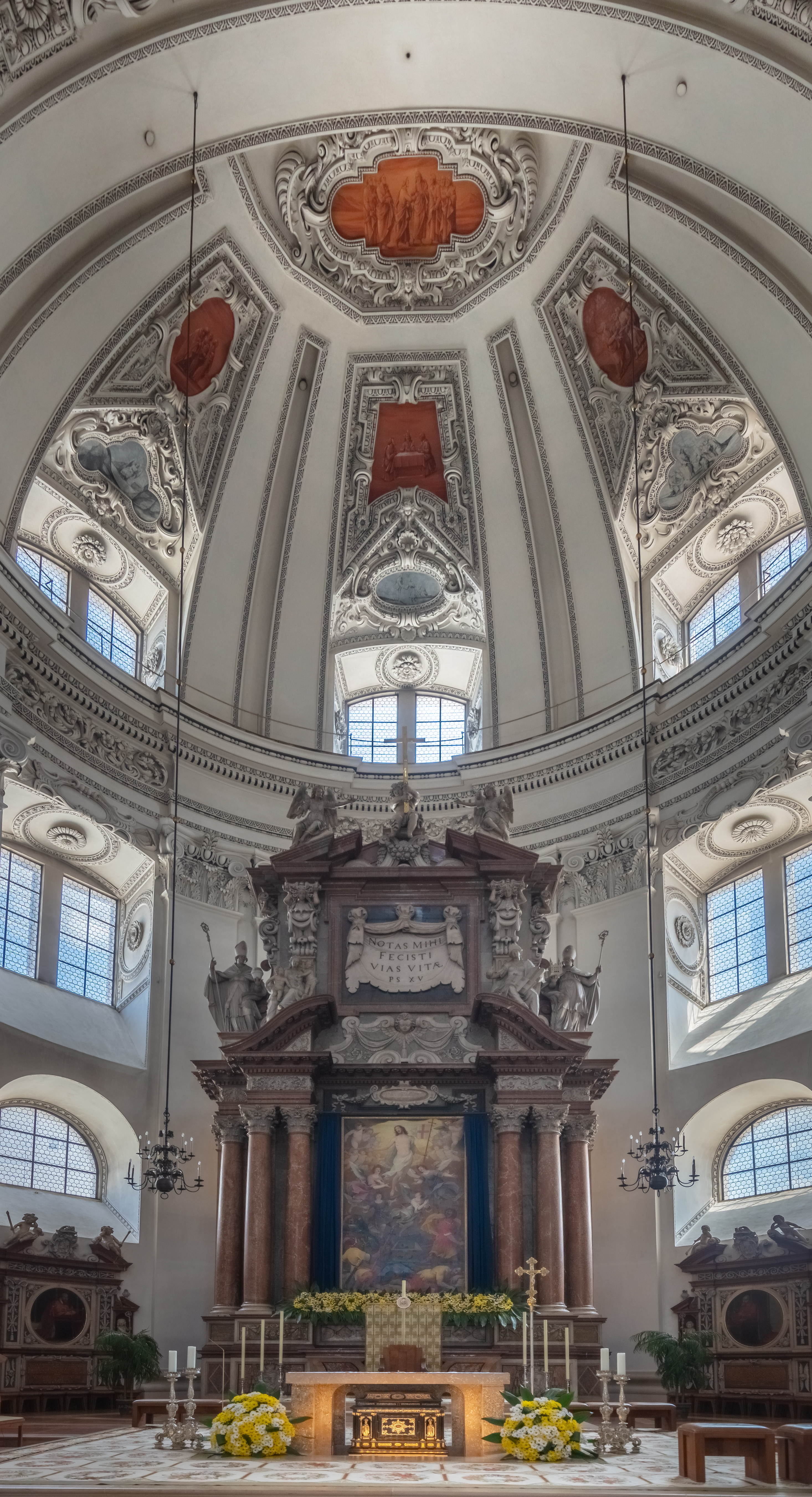
Autel principal